# Jyrki Jokipakka
Jyrki Jokipakka (ur. 20 sierpnia 1991 w Tampere) – fiński hokeista, reprezentant Finlandii.

## Kariera klubowa
- Ilves U16 (2006-2007)
- Ilves U17 (2006-2007)
- Ilves U18 (2007-2008)
- Ilves U20 (2008-2011)
- Ilves (2010-2013)
  -  LeKi (2010-2012)
  -  Suomi U20 (2010)
- Texas Stars (2013-2015)
- Dallas Stars (2014-2016)
- Calgary Flames (2016-2017)
- Ottawa Senators (2017)
- Washington Capitals (2017)
- HK Soczi (2017-2019)
- Sibir Nowosybirsk (2019-2022)
- Ilves (2022-2023)
- Adler Mannheim (2023-)

Wychowanek klubu Ilves. Od 2010 w jego barwach grał w seniorskich rozgrywkach Liiga. W maju 2011 w KHL Junior Draft został wybrany przez rosyjski klub Awangard Omsk (piąta runda, numer 135). Miesiąc później w drafcie NHL z 2011 został wybrany przez amerykański klub Dallas Stars (siódma runda, numer 195). W czerwcu 2012 został zawodnikiem Dallas Stars. Mimo tego przez rok nadal występował w Ilves na zasadzie wypożyczenia. W 2013 wyjechał do USA i grał przez sezon w klubie farmerskim, Texas Stars w lidze AHL. Od 2014 rozpoczął występy w Dallas w lidze NHL. Od końca lutego 2016 zawodnik Calgary Flames. Od marca 2017 do połowy tego roku zawodnik Ottawa Senators. We wrześniu 2017 był zawodnikiem Washington Capitals. Od października 2017 zawodnik rosyjskiego HK Soczi. W lutym 2018 przedłużył kontrakt o rok. W sierpniu 2019 został zawodnikiem Sibiru Nowosybirsk. Na początku marca 2022 odszedł z klubu. Od czerwca 2022 ponownie w klubie Ilves. W kwietniu 2023 zaangażowany przez niemiecki klub Adler Mannheim.

## Kariera reprezentacyjna
W barwach kadr juniorskiej Finlandii do lat 20 wystąpił na turnieju mistrzostwach świata do lat 20 w 2011. W kadrze seniorskiej uczestniczył w turniejach mistrzostw świata w 2015, Pucharu Świata 2016.

## Sukcesy
Klubowe
- Mistrzostwo dywizji AHL: 2014 z Texas Stars
- Mistrzostwo konferencji AHL: 2014 z Texas Stars
- Robert W. Clarke Trophy: 2014 z Texas Stars
- Puchar Caldera – mistrzostwo AHL: 2014 z Texas Stars

Indywidualne
- KHL (2017/2018):
  - Pierwsze miejsce w klasyfikacji średniego czasu gry w meczu wśród obrońców w fazie play-off: 28,40 min.
- KHL (2019/2020):
  - Czwarte miejsce w klasyfikacji asystentów wśród obrońców w sezonie zasadniczym: 28 asyst
  - Piąte miejsce w klasyfikacji średniego czasu gry w meczu wśród obrońców w sezonie zasadniczym: 23,06 min